# José Gabriel Ochoa
José Gabriel Ochoa (Ciudad Bolívar, Venezuela; 1818-Ciudad Bolívar, 17 de febrero de 1876) fue un militar y político venezolano, distinguido durante la Guerra Federal al lado de Ezequiel Zamora y Crisóstomo Falcón. Además ocupó la presidencia de la Asamblea Nacional Constituyente en 1863.

## Biografía
José Gabriel Ochoa conoció al general Ezequiel Zamora cuando este ejercía la Comandancia de Armas de la Provincia de Guayana en tiempos de José Gregorio Monagas y siendo gobernador Francisco Capella (1853-1856).
Ochoa, admirador del prócer Tomás de Heres, quien era conservador, perteneció sin embargo a la “Sociedad Liberal de Guayana” que se había fundado el 19 de abril de 1844 y desde cuyas filas ascendió a importantes escaños de la política regional y nacional.
Hijo de Antonio José Ochoa y de María Manuela Urbina incursionó muy temprano en la política siguiendo las huellas de su padre, quien ere heresiano, pero en el fondo le atraía la pasión venezolanista de Antonio Leocadio Guzmán reflejada en “El Venezolano” que circulaba profusamente en Caracas, sin dejar de tocar muchas veces con retardo en ciudades importantes como Ciudad Bolívar. Durante la dinastía de los Monagas, su ascenso como político era tal que ya en 1856 era presidente de la Cámara de Representantes del Congreso Nacional. Este congreso dividió a Venezuela en las 20 provincias que constituyeron luego los 20 estados de la unión.
Luego, el 20 de febrero de 1859 fue miembro del el Gobierno provisorio que proclamó la Federación en Coro. Subsecretario del general Juan Crisóstomo Falcón tras el desembarco en Palma Sola, acompañó a Ezequiel Zamora en las campañas de la provincia de Barinas (abril 1859). Ya con el grado de general participó en el intento de tomar a la ciudad de Barinas el 18 de mayo de 1859 y en las maniobras efectuadas por Zamora contra José Laurencio Silva en San Lorenzo en 1859.

Luchó en la batalla de Santa Inés y en los combates subsiguientes de El Bostero, Maporal, Caroní, sitio de Barinas (segundo intento), El Corozo y Curbatí, comprendidos entre el 11 y 25 de diciembre de 1859. Ochoa fue uno de los altos oficiales que se mostró en desacuerdo con el Tratado de Coche. Diputado por el estado Guárico a la Asamblea Nacional Constituyente (24 de diciembre de 1863), ocupó la vicepresidencia y luego la presidencia de la misma.

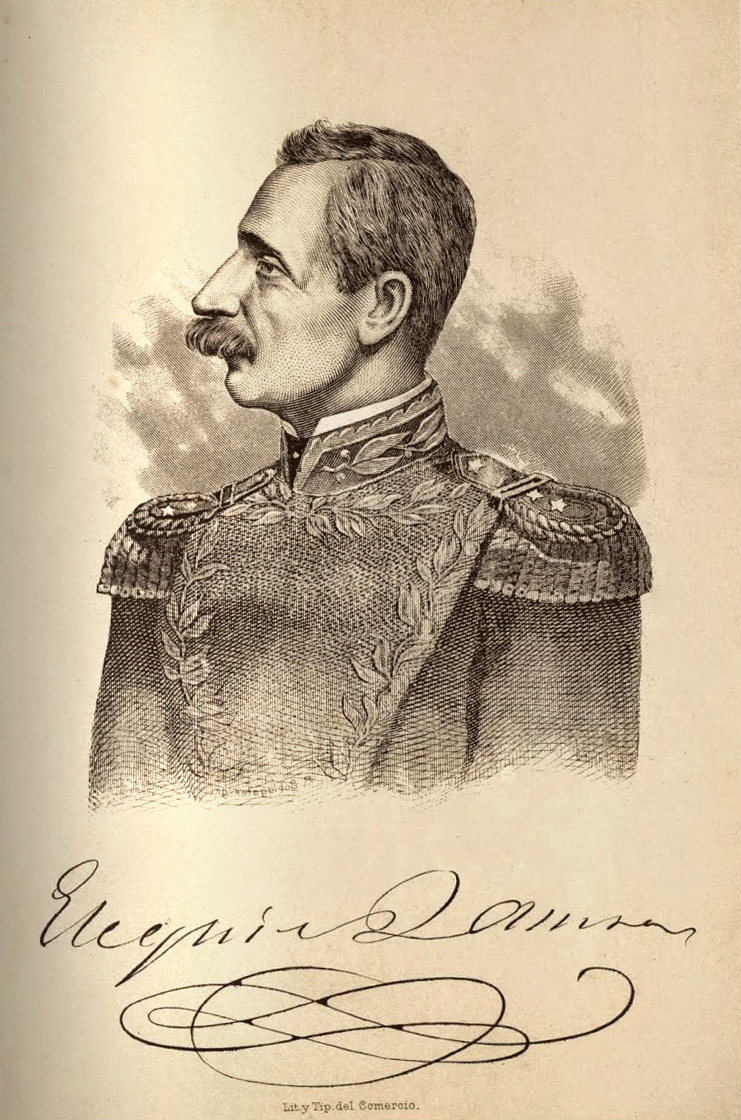
Ezequiel Zamora

Si bien la muerte de Ezequiel Zamora resultó un duro golpe para la revolución federalista, esta continuo adelante con Juan Crisóstomo Falcón y Antonio Guzmán Blanco hasta la firma del Tratado de Coche el 24 de abril de 1869 que significó el triunfo de la federación y el ascenso al poder del General Falcón.
El general José Gabriel Ochoa, subsecretario de Falcón, no estuvo de acuerdo con el Convenio porque se reconocía a José Antonio Páez como jefe supremo y a la asamblea que debía sustituirlo, integrada en partes iguales por diputados federalistas y liberales. De todas maneras lo acató y tras la reestructuración de la República de acuerdo con el programa federalista, se lanzó como diputado a la Asamblea Nacional Constituyente por el Estado Guarico toda vez que Guayana no tenía las cuentas bien claras con la federación.
Ministro del Interior y Justicia (21 de enero de 1864), de Relaciones Exteriores (7 de marzo de 1864), fue presidente de la Cámara de Diputados (11 de marzo de 1865). Nuevamente designado ministro de Relaciones Exteriores (1868) e interinamente, ministro del Interior y Justicia. Presidente del estado Guayana (1872), vuelve a desempeñar la Cartera de Interior y Justicia en 1873.
Además del Ministerio de Relaciones Exteriores, José Gabriel Ochoa desempeño las carteras de Interior y Justicia (1864, 1868 y 1874); de crédito público (1873, 1875). En 1872 ejerció la presidencia de Guayana y en ese mismo año conoció y se enamoró de Doña Ezeiza Gambús con la cual contrajo matrimonio al año siguiente, vale decir, dos años antes de su muerte, acaecida en Ciudad Bolívar el 17 de febrero de 1876, a la edad de 58 años y siendo Administrador de la Aduana Marítima.
En agosto de 1876, el presidente del Estado, José Tomás Machado, decretó la erección de un monumento en el Cementerio para perpetuar la memoria del General José Gabriel Ochoa y excitó a la Municipalidad para que donara el área respectiva.